# Grube Glücksburg
Die Grube Glücksburg war eine Erzgrube südwestlich von Eschweiler-Röhe am Propsteier Wald. Ihre Besonderheit war die so genannte „schwarze Kruste“, eine an der Grenze zum Kohlenschiefer erzimprägnierte Lettenschicht. 1838 wurde ihre Konzession auf Zinkerz, Bleierz und Brauneisenstein von der „Eschweiler Metallurgischen Gesellschaft“ erworben und weiter verpachtet. 1865 übernahm die Eschweiler Gesellschaft den Grubenbetrieb, nachdem ein Bleierzlager entdeckt wurde. Der Tiefenausbau ging wegen starker Wasserführung nur langsam voran, und die Erze waren nur von mittlerer bis minderer Qualität. 1884 wurde die Grube bei einer Teufe von 92 m stillgelegt. Daraufhin pachtete ein ehemaliger Steiger die Grube, gewann jedoch kaum Erz.
Auf dem Abraum der ehemaligen Grube befinden sich in manchen Teilen heute Vertreter der sogenannten Galmeiflora, so zum Beispiel das Galmeiveilchen (Viola calaminaria) oder der Galmei-Schafschwingel (Festuca aquisgranensis).
Heute befindet sich in der Nähe und unmittelbar neben der Eschweiler Raststätte Aachener Land das Gewerbegebiet Camp Astrid.